# عندق موفي الشفاه
عندق موفي الشفاه (الاسم العلمي: Nemipterus mesoprion) (بالإنجليزية: Mauvelip threadfin bream)‏ هو نوع من الأسماك يتبع جنس العندق من فصيلة العندقات.